# Кашинський Олексій Костянтинович
Олексій Костянтинович Каши́нський (10 березня 1920, Новочеркаськ — 29 жовтня 1981, Київ) — український радянський скульптор; член Спілки радянських художників України з 1959 року.

## Біографія
Народився 10 березня 1920 року в місті Новочеркаську (нині Ростовська область, Росія). Протягом 1937—1940 років навчався у Київській середній художній школі. Брав участь у німецько-радянській війні, служив на Балтійському флоті. Нагороджений медалями «За оборону Ленінграда», «За відвагу».
Протягом 1946—1952 років навчався у Київському художньому інституті, був учнем Макса Гельмана. Дипломна робота — скульптура «Перша деталь». Член ВКП(б) з 1947 року.
Упродовж 1952—1981 років викладав у Київській середній художній школі. Серед учнів — Микола Олексієнко. Мешкав у Києві в будинку на вулиці Червоноармійській, № 5, квартира № 3. Помер у Києві 29 жовтня 1981 року.

## Творчість
Працював в галузях станкової скульптури (створював скульптурні композиції, погруддя, портрети) та пластики малих форм. Серед робіт:
- «Перша деталь» (1952);
- «Друзі» (1953);
- «Цікава книга» (1954, порцеляна);
- «Робітник» (1956);
- «Бригада склотермосного заводу Смагіної» (1959, гіпс тонований);
- «Китайський студент» (1959);
- «Студентка Є Бей Фан» (1960, оргскло);
- «Студент» (1961, гіпс тонований);
- «Тарас Шевченко» (1964, бронза).

Автор настільної медалі до ювілею Тараса Шевченка (1964, гіпсовий барельєф).
Брав участь у республіканських виставках з 1952 року.